# ホシエイ
ホシエイ（星鱏・星鱝、学名：Bathytoshia brevicaudata）とはアカエイ科に属するエイである。
英名のPitted stingrayとは、“あばたのあるアカエイ”の意。

## 形態
体形はアカエイによく似るが、成長すると大きなものでは体盤幅が180cm程になり、最大は2mを越し、アカエイ類の中では比較的大きな種類である。
体色は背面は黒く、腹側は白いが縁は不定形に黒く縁取られている。背面には、白い小さな斑点が不規則に並んでおり、特に胴体と鰭の境目付近に沿って斑点が並んでいる。和名の“ホシ”、英名の“Pitted”はいずれもこの斑点に由来する。

## 分布
本州北部から北海道の沿岸域の底層に生息する。朝鮮半島東海岸から沿海州の沿岸域でも確認、捕獲されている他、日本海沖合の水深3,000m近い下部漸深層 で捕獲された記録があるため、遠洋遊泳性があり、ある程度の深海域にも生息している可能性があると考えられている。

## 生態
浅海域の底層域に生息するが、やや沖合に生息し、通常人が目にする機会は少ない。アカエイに比べると海水温の低い海域を好み、沿岸や河口などの汽水域は好まないようである。底層域に生息するが、砂泥底に底在したり潜ったりすることは少なく、海底近くを泳いでいることが多い。
肉食性で、貝類、頭足類、多毛類、甲殻類、魚類などの底生生物を幅広く捕食するが、アカエイに比べると食性範囲は狭い。
卵胎生で、5匹から10匹程度の稚魚を産む。産まれた直後の稚魚は体長15～30cm程度であるが、体長180cmの個体が60cmの稚魚5匹を産んだ例がある。生まれた稚魚は既に体型も体色も親と同じ姿をしている。
飼育下では20年生きた個体の記録があるが、寿命等についてはよくわかっていない。
尾に鋭い毒針を持つが、性格は温和で、自ら攻撃してくることは基本的にはない。飼育下では人にも慣れやすく、水族館などで飼育されている個体には、餌付けされて人の手から餌を食べたりするものもいる。日本では、志摩マリンランドで、28年(10,243日)の飼育記録があり、最終的に体盤幅が204cm、体盤長が205cm、全長が285cmにもなった
。

## 別名
クロカスペ（東北地方）、クロエイ（各地）

## 利用

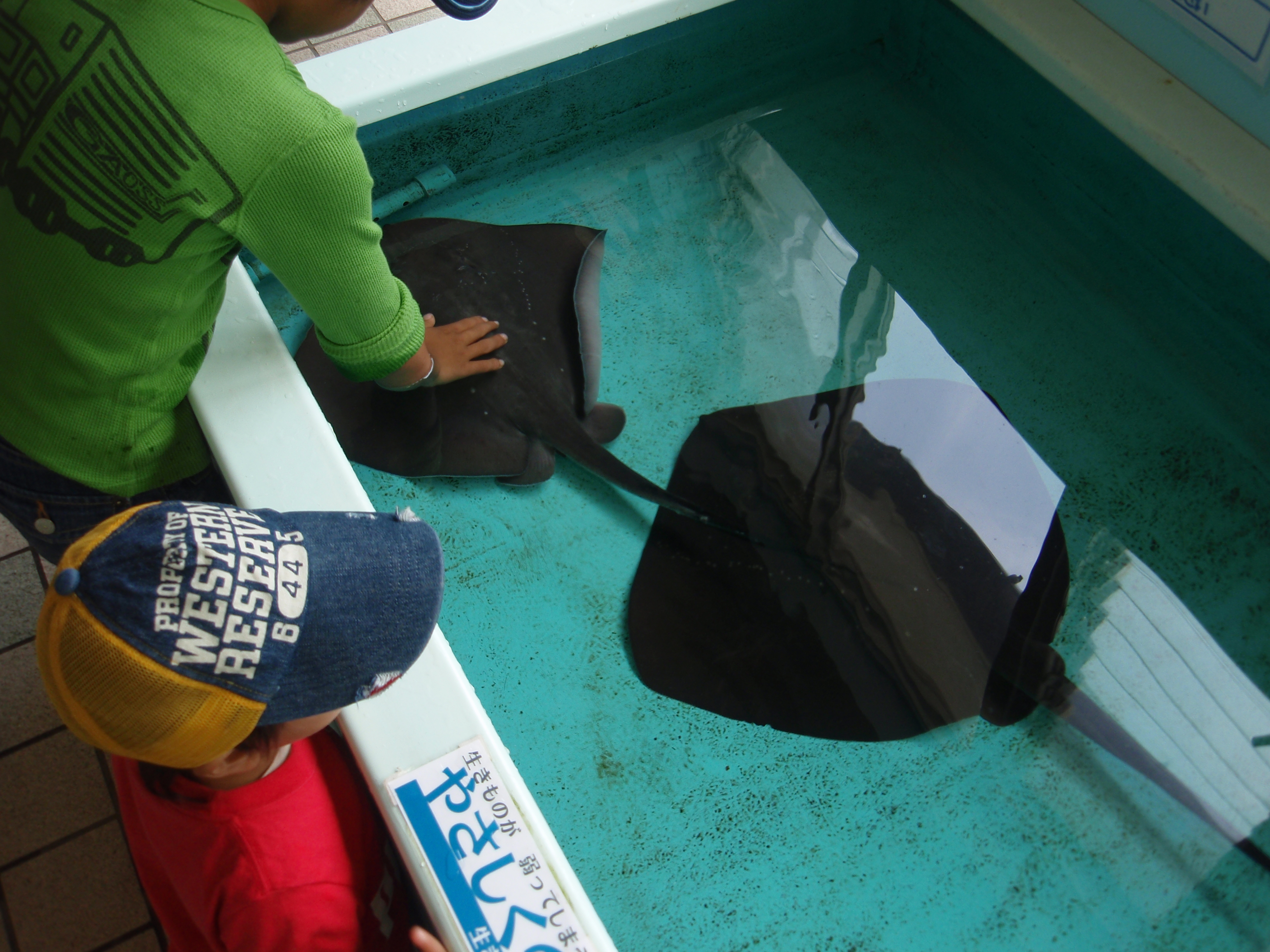
越前松島水族館で飼育されているホシエイ

定置網や底引き網などの沿岸漁業で漁獲されるが、ホシエイだけを目的とされた漁が行われることはない。他種の魚を狙った刺し網等にかかるために漁業者によっては嫌われる。捕獲量はさほど多くはなく、アカエイに比べて味は劣るとされており漁業価値は低い扱いである。
比較的飼育の容易な大型魚であることから、水族館などでもよく飼育されている。